# 13077 Edschneider
13077 Edschneider (1991 VD10) là một tiểu hành tinh vành đai chính được phát hiện ngày 4 tháng 11 năm 1991 bởi Spacewatch ở Kitt Peak.